# Campeonato Mundial de Atletismo de 2015 - 50 km marcha atlética
A prova da marcha atlética de 50 km do Campeonato Mundial de Atletismo de 2015 foi disputada dia 29 de agosto nas ruas de Pequim.

## Recordes
Antes desta competição, os recordes mundiais e do campeonato nesta prova eram os seguintes:
| Tipo                  | Atleta              | Tempo   | Local   | Data                 | Ref |
| --------------------- | ------------------- | ------- | ------- | -------------------- | --- |
|                       | Yohann Diniz        | 3:32:33 | Zurique | 14 de agosto de 2014 | ver |
| Recorde do campeonato | Robert Korzeniowski | 3:36:03 | Paris   | 27 de agosto de 2003 | ver |

## Medalhas
| Ouro             | Prata               | Bronze               |
| Matej Tóth (SVK) | Jared Tallent (AUS) | Takayuki Tanii (JPN) |

## Cronograma
Todos os horários são locais (UTC+8).
| Data         | Hora  | Evento |
| ------------ | ----- | ------ |
| 29 de agosto | 07:30 | Final  |

## Resultado

### Final
A corrida teve início às 7:30. 
| Colocação         | Atleta                 | Nacionalidade  | Tempo   | Notas |
| ----------------- | ---------------------- | -------------- | ------- | ----- |
| Medalha de ouro   | Matej Tóth             | Eslováquia     | 3:40:32 |       |
| Medalha de prata  | Jared Tallent          | Austrália      | 3:42:17 | SB    |
| Medalha de bronze | Takayuki Tanii         | Japão          | 3:42:55 |       |
| 4                 | Hirooki Arai           | Japão          | 3:43:44 |       |
| 5                 | Robert Heffernan       | Irlanda        | 3:44:17 | SB    |
| 6                 | Zhang Lin              | China          | 3:44:39 | PB    |
| 7                 | Yu Wei                 | China          | 3:45:21 | PB    |
| 8                 | Andrés Chocho          | Equador        | 3:46:00 | SA    |
| 9                 | Jesús Ángel García     | Espanha        | 3:46:43 | SB    |
| 10                | Quentin Rew            | Nova Zelândia  | 3:48:48 | PB    |
| 11                | Adrian Błocki          | Polónia        | 3:49:11 | PB    |
| 12                | Evan Dunfee            | Canadá         | 3:49:56 | PB    |
| 13                | Chris Erickson         | Austrália      | 3:51:26 | SB    |
| 14                | Wu Qianlong            | China          | 3:51:35 |       |
| 15                | Ivan Banzeruk          | Ucrânia        | 3:52:15 |       |
| 16                | Marco De Luca          | Itália         | 3:53:02 |       |
| 17                | Matteo Giupponi        | Itália         | 3:53:23 |       |
| 18                | Aku Partanen           | Finlândia      | 3:54:28 |       |
| 19                | Serhiy Budza           | Ucrânia        | 3:55:10 |       |
| 20                | Luis Fernando López    | Colômbia       | 3:55:43 | PB    |
| 21                | Pedro Isidro           | Portugal       | 3:55:44 | PB    |
| 22                | Tadas Šuškevičius      | Lituânia       | 3:56:27 | SB    |
| 23                | Park Chil-sung         | Coreia do Sul  | 3:56:42 | SB    |
| 24                | Håvard Haukenes        | Noruega        | 3:56:50 | SB    |
| 25                | Teodorico Caporaso     | Itália         | 3:56:58 |       |
| 26                | Sandeep Kumar          | Índia          | 3:57:03 | SB    |
| 27                | Manish Singh           | Índia          | 3:57:11 | PB    |
| 28                | Rafał Augustyn         | Polónia        | 3:57:30 |       |
| 29                | Jaime Quiyuch          | Guatemala      | 3:57:41 | SB    |
| 30                | Dušan Majdán           | Eslováquia     | 3:58:57 | SB    |
| 31                | Mathieu Bilodeau       | Canadá         | 4:01:35 | SB    |
| 32                | Jarkko Kinnunen        | Finlândia      | 4:02:07 | SB    |
| 33                | Marc Mundell           | África do Sul  | 4:02:41 |       |
| 34                | Yuki Yamazaki          | Japão          | 4:03:54 |       |
| 35                | Francisco Arcilla      | Espanha        | 4:07:23 | SB    |
| 36                | Luis Ángel Sánchez     | Guatemala      | 4:09:26 |       |
| 37                | John Nunn              | Estados Unidos | 4:09:44 | SB    |
| 38                | Arnis Rumbenieks       | Letônia        | 4:28:55 |       |
| 39                | Marius Cocioran        | Roménia        | DNF     |       |
| 39                | Carl Dohmann           | Alemanha       | DNF     |       |
| 39                | Mário dos Santos       | Brasil         | DNF     |       |
| 39                | Anders Hansson         | Suécia         | DNF     |       |
| 39                | Anatole Ibáñez         | Suécia         | DNF     |       |
| 39                | Aleksi Ojala           | Finlândia      | DNF     |       |
| 39                | Alexandros Papamichail | Grécia         | DNF     |       |
| 39                | Benjamin Sánchez       | Espanha        | DNF     |       |
| 39                | Alex Wright            | Irlanda        | DNF     |       |
| 39                | Erick Barrondo         | Guatemala      | DSQ     |       |
| 39                | Brendan Boyce          | Irlanda        | DSQ     |       |
| 39                | Lukáš Gdula            | Chéquia        | DSQ     |       |
| 39                | Ihor Hlavan            | Ucrânia        | DSQ     |       |
| 39                | Łukasz Nowak           | Polónia        | DSQ     |       |
| 39                | Martin Tišťan          | Eslováquia     | DSQ     |       |
| 39                | Aleksandr Yargunkin    | Rússia         | DNS     |       |

Legenda
| Recorde mundial       | Recorde mundial (World record)               |                       | Recorde africano                      | Recorde africano (African) |                                           | Q | Classificado por posição (Qualified) |
| Recorde do campeonato | Recorde do campeonato (Championship record)  | Recorde da América    | Recorde da América (Americas)         | q                          | Classificado por melhor tempo (Qualified) |   |                                      |
| Melhor marca do ano   | Melhor marca do ano (World leading)          | Recorde asiático      | Recorde asiático (Asian)              | DNS                        | Não largou (Did not start)                |   |                                      |
| Recorde nacional      | Recorde nacional (National record)           | Recorde europeu       | Recorde europeu (European)            | DNF                        | Não terminou (Did not finish)             |   |                                      |
| Recorde pessoal       | Recorde pessoal do atleta (Personal best)    | Recorde da Oceania    | Recorde da Oceania (Oceania)          | DSQ / DQ                   | Desclassificado (Disqualified)            |   |                                      |
| Recorde da temporada  | Recorde da temporada do atleta (Season best) | Recorde sul-americano | Recorde sul-americano (South America) | NM                         | Sem marca (No mark)                       |   |                                      |